# Gil Rossellini
Gil Francesco Rossellini, nato Arjun Dasgupta (Bombay, 23 ottobre 1956 – Roma, 3 ottobre 2008), è stato un regista, produttore cinematografico e sceneggiatore italiano di origine indiana, figlio del regista indiano Haridashan Dasgupta e di Sonali Dasgupta. Fu poi adottato da Roberto Rossellini, del quale la madre divenne compagna, trasferendosi in Italia nel 1958.

## Biografia

### Carriera
Dopo un praticantato iniziato giovanissimo sul set e in sala montaggio accanto al padre adottivo, Gil Rossellini esordì agli inizi degli anni ottanta collaborando con Martin Scorsese (Re per una notte).
Alla fine degli anni ottanta e all'inizio anni novanta, Gil Rossellini produsse e diresse documentari girati in cinque continenti su argomenti che spaziavano dalla natura, flora e fauna a questioni politiche, sociali, culturali ed eventi conflittuali, esperienze che portarono lui e la sua cinepresa dalle vette dell'Himalaya al cuore del Rio delle Amazzoni, dai corridoi della Casa Bianca alle esperienze in prima linea nella guerra dei Balcani.
Nel 2004 fondò, con il socio indiano Samir Gupta, la East India Production Company, con sedi a Londra e a Bombay, per promuovere opere della nuova generazione di autori indiani.

### Malattia e morte
Sempre nel 2004, a causa di un incidente domestico, si ferì leggermente alla testa, contraendo quindi tuttavia una gravissima infezione da stafilococco aureo e altri batteri che lo ridusse in coma per tre mesi e gli causò una piomiosite (rara infezione del muscolo scheletrico), degenerata in fascite necrotizzante; al risveglio non recuperò l'uso delle gambe, e dovette effettuare in seguito ben 45 interventi chirurgici, senza mai guarire completamente. Decise allora di impegnarsi per i disabili nelle sue condizioni e realizzò tre documentari autobiografici, Kill Gil vol. 1, Kill Gil vol. 2, Kill Gil vol. 2 e 1/2 (uscito postumo e presentato al Festival Internazionale del Film di Roma).
Le sue condizioni si aggravarono nel 2008, con il ripresentarsi dell'infezione e a causa di sopraggiunti nuovi focolai da lesione da pressione (decubito). Il 7 giugno fu battezzato con il rito cattolico e scelse il nome Francesco. Il 3 settembre subì l'amputazione di una gamba per gangrena. Morì alle 4.30 del 3 ottobre di quell'anno, a causa di setticemia, presso il "Rome American Hospital" di Roma.

## Filmografia parziale

### Regista

#### Documentari
- Il poliedro di Leonardo (1989)
- Voices of the poors (2000), realizzato per la Banca Mondiale
- From used to abused (2002), realizzato per la Banca Mondiale
- The hole in the wall (2003), sul divario digitale, presentato alle Nazioni Unite

##### Serie autobiografica
- Kill Gil volume 1(2006)
- Kill Gil volume 2 (2007)
- Kill Gil volume 2 e 1/2 (2008)

### Produttore

#### Cinema
- L'amico di Wang (1997) lungometraggio
- La principessa del Monte Ledang (2004) film lungometraggio presentato alla Mostra Internazionale del Cinema di Venezia, (produttore associato)

#### Documentari
- Voices of the poors (2000)
- From used to abused (2002)
- The hole in the wall (2003)

#### Televisione
- Il mio nemico (1991) serie televisiva di 6 episodi sui conflitti in atto in Europa... episodio italiano "A Sud dell'Italia" di Giorgio Molteni